# Wanda Dybalska

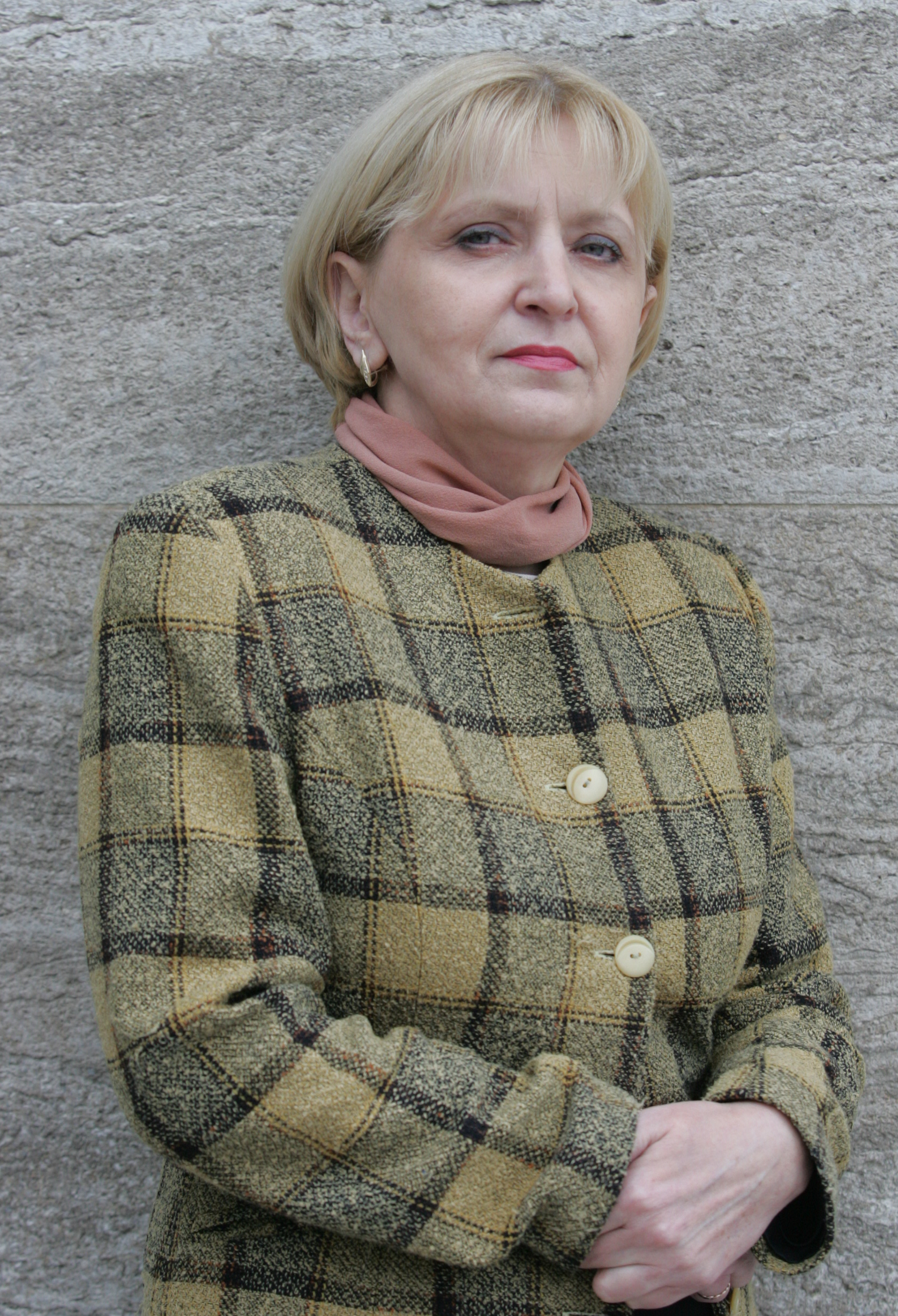
Wanda Dybalska

Wanda Dybalska (ur. 4 marca 1954 w Zawadzie k. Sycowa, zm. 15 stycznia 2007) – dziennikarka, reporterka, autorka książek.

## Życiorys
Absolwentka polonistyki na Uniwersytecie Wrocławskim. Przez wiele lat pracowała w prasie dolnośląskiej (tygodniki: „Polska Miedź”, „Konkrety” i „Tygodnik Obywatelski TO” w Legnicy, następnie „Dziennik Dolnośląski”), a od 1991 do śmierci w dolnośląskim wydaniu „Gazety Wyborczej”. Zajmowała się problematyką naukową i akademicką, a także historią Dolnego Śląska.
Była autorką cyklu „Trzysta lat Uniwersytetu Wrocławskiego: ludzie, skarby, odkrycia”. W 2003 rektor Uniwersytetu Wrocławskiego wyróżnił ją Medalem Jubileuszowym Trzechsetlecia Uniwersytetu Wrocławskiego, w 2004 została laureatką pierwszej edycji konkursu Stowarzyszenia Absolwentów Uniwersytetu Wrocławskiego. W latach 2002–2005 była autorką „Gazety na Festiwal Nauki”, specjalnego dodatku do „Gazety Wyborczej Wrocław” dotyczącego Dolnośląskiego Festiwalu Nauki.
Jej reportaże dotąd niepublikowane w formie książkowej ukazały się w zbiorze zatytułowanym „Fifak z Wrocka” opublikowanym po śmierci autorki, w listopadzie 2007 r.
Od początku istnienia Ogólnopolskiego Turnieju Reportażu dla Uczniów Szkół Ponadgimnazjalnych była jednym z jego opiekunów i zasiadała w jury. Od roku 2008 turniej nosi jej imię.
W uznaniu wyjątkowej pracy dziennikarskiej” przyznano jej – pośmiertnie, 12 czerwca 2007 – wyróżnienie dziennikarskie im. Tadeusza Szweda.
Została pochowana na parafialnym cmentarzu w podwrocławskim Krynicznie.